# ジャーロ (文芸誌)
『ジャーロ』（EQ Extra ジャーロ）は、株式会社光文社が発行しているミステリー専門誌。現在は電子書籍で隔月（奇数月）第4金曜日に刊行されている。

## 概要
2000年9月に創刊された。1999年7月号を最後に休刊となった『EQ』（光文社）の後継誌である。創刊8周年を機に、誌名が『GIALLO』から『ジャーロ』（2008年秋号 - ）に変更された。『小説宝石』もミステリー小説を扱っているが、『ジャーロ』は本格系のものを中心としている。
2014年より本格ミステリーの公募新人発掘企画、カッパ・ツーの募集・発表が誌上で行われている。また、2020年までは本格ミステリ大賞の選評が毎年掲載されていた（2021年以降は東京創元社『紙魚の手帖』に掲載）。
2015年11月発売の2015年秋冬号（通巻55号）より紙媒体での刊行を終了し、同月より電子媒体での刊行を開始した。3・6・11月の15日発売に発行されていたが、2017年より年4回の刊行となり、2021年より隔月の刊行となった。
2025年5月には100号を記念して『ジャーロ100』として約10年ぶりに紙媒体での刊行が行われた。

## 小説執筆陣
- 我孫子武丸
- 泡坂妻夫
- 歌野晶午
- 小川勝己
- 恩田陸
- 門井慶喜
- 加藤実秋
- 霧舎巧
- 鯨統一郎
- 倉知淳
- 黒田研二
- 近藤史恵
- 坂木司
- 柴田よしき
- 朱川湊人
- 竹本健治
- 柄刀一
- 鳥飼否宇
- 西澤保彦
- 法月綸太郎
- 東野圭吾
- 深木章子
- 道尾秀介
- 三津田信三
- 森博嗣
- 柳広司
- 山田正紀
- 詠坂雄二
- 若竹七海

## 企画
- 世界のミステリーを読む （創刊号（2000年秋号） - 11号（2003年春号））